# Instituto Politécnico de Guarda
El Instituto Politécnico de Guarda ( en portugués: Instituto Politécnico da Guarda, sigla IPG ) es una institución pública de educación superior portuguesa, con sede en la ciudad de Guarda, donde se encuentran tres de sus cuatro institutos o escuelas superiores. La cuarta institución se encuentra en la ciudad de Seia.
Está integrado por las siguientes escuelas:
- Escuela Superior de Educación, Comunicación y Deportes
- Escuela Superior de Salud
- Escuela Superior de Tecnología y Gestión
- Escuela Superior de Turismo y Hostelería (Seia)

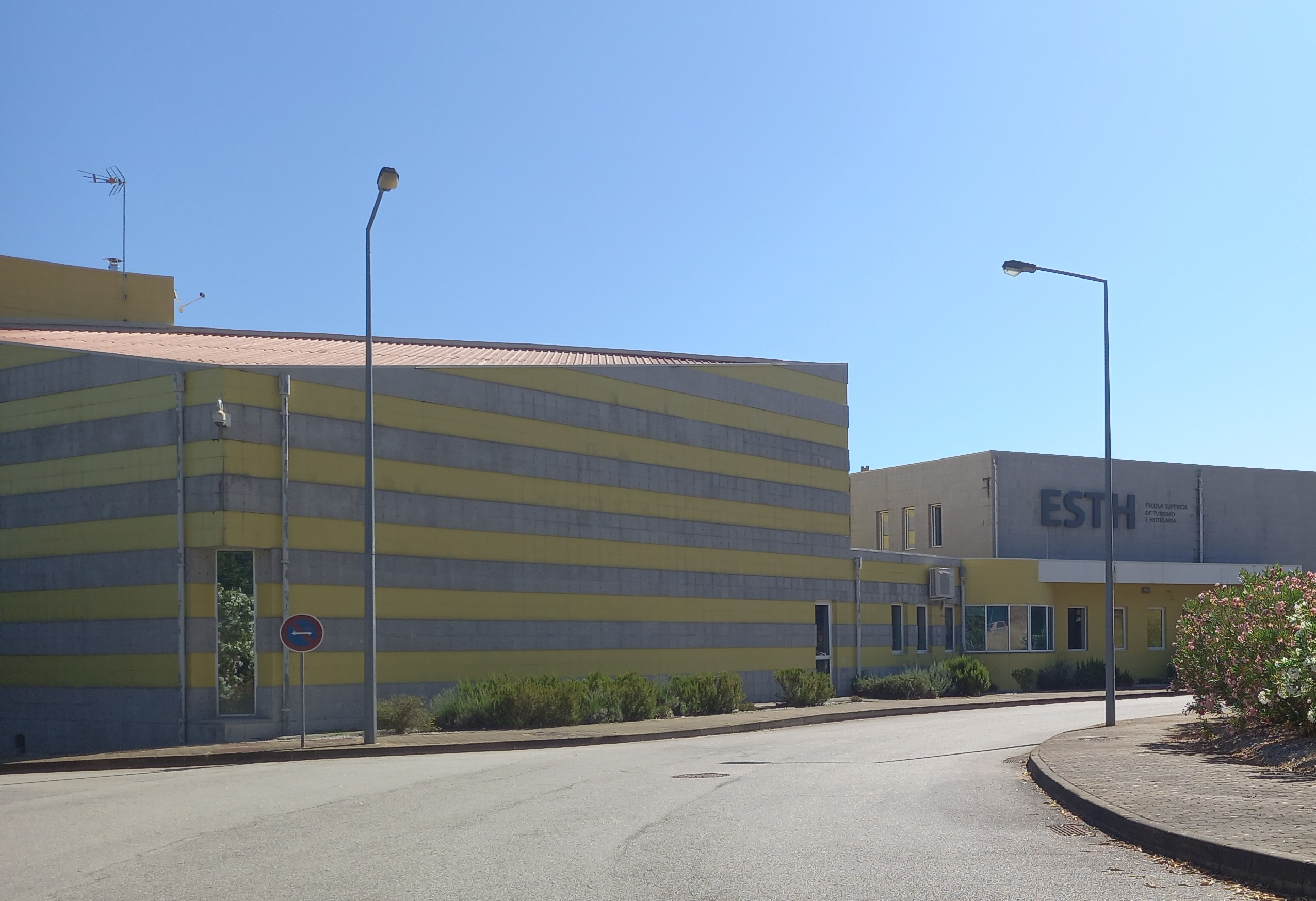
Escuela Superior de Turismo y Hostelería con sede en Seia

## Guardia
Guarda cuenta con una profunda tradición industrial vinculada a los sectores textil y automovilístico, lo que le otorga una posición destacada en la economía regional. Su ubicación geográfica la convierten en un lugar ideal para el almacenamiento y transporte de mercancías desde Portugal al resto de Europa. Además, su proximidad a la Serra da Estrela, las Aldeas Históricas y los Pueblos de Montaña, y la región vinícola del Duero, la convierten en una base ideal para el turismo interior.

## Historia
La educación politécnica es relativamente reciente en Portugal. Su creación se remonta a principios de la década de 1970, concretamente a mediados de 1973, con la Ley n.º 5/73, de 25 de julio. En Guarda, la primera institución de educación superior fue la Escola Superior de Educação, creada en 1979 mediante el Decreto-Ley nº 513 – T/79, de 26 de diciembre. La creación del Instituto Politécnico de Guarda sólo ocurrió en 1980, mediante el Decreto-Ley nº 303/80, de 16 de agosto, que también creó las Politécnicas de Leiria, Portalegre y Viana do Castelo. Con la creación del Instituto Politécnico de Guarda, la Escuela Superior de Educación pasó a ser, en virtud del artículo 2 del mismo Decreto-Ley, una escuela integrada.
De 1983 a 1985, el Instituto Politécnico funcionó en un modesto apartamento de tres habitaciones situado en el Largo de S. Francisco, en la ciudad de Guarda. En noviembre de 1985, mediante el Decreto n.º 46/85, de 22 de noviembre, se creó la Escuela Superior de Tecnología y Gestión de Guarda, dotando al Instituto Politécnico de instalaciones adecuadas, aunque temporales. Tras unas obras de renovación, el Instituto Politécnico se instaló en un antiguo edificio de la calle Comandante Salvador do Nascimento, que anteriormente albergaba la Escuela Industrial y Comercial de Guarda, junto con sus dos facultades: Educación y Tecnología y Gestión. En 1986 se estableció la ubicación definitiva del Instituto, con la aprobación por la Asamblea Municipal de la propuesta de compra de la Quinta do Zambito, cuyos trabajos se iniciaron durante el mes de agosto de ese año. Mediante Ordenanza nº 598/86, de 13 de octubre, la Escuela Superior de Educación pasó a otorgar los títulos de grado en Educación Preescolar, Educación Primaria y el diploma de maestro de Educación Básica en las variantes de Educación Musical y Educación Física.
En 1987, mediante la Ordenanza n.º 499/87, de 19 de junio, la Escola Superior Tecnologia e Gestão comenzó a otorgar títulos de grado en Gestión informática y Ciencias de la computación. Según la misma ordenanza, todos los programas debían incluir prácticas profesionales al final de cada curso académico, y la elección de la especialidad se realizaba al final del segundo curso académico. En julio de 1987, el IPG lanzó la revista Educação e Tecnologia, que dejó de publicarse en julio de 1998. El 14 de octubre de 1989 se inauguraron las nuevas instalaciones de la Escuela Superior de Educación de Guarda, el primero de los edificios del futuro campus de Quinta do Zambito.
En mayo de 1990, la Escuela Superior de Educación y la Escuela Superior de Tecnología y Gestión abrieron nuevos programas. La primera recibió autorización para ofrecer un programa de educación superior especializado en Nuevas Tecnologías en la Educación, mientras que el programa ESTG recibió la aprobación para Ingeniería Energética y Ambiental y Gestión Industrial y de la Producción.
En 1991, el IPG fue autorizado a abrir un campus en la ciudad de Seia, según la Ordenanza 456/91, de 28 de mayo. Este campus comenzó a funcionar en el curso académico 1991-1992, con las titulaciones de Informática de Gestión y Maestro de Educación Primaria, seguidas de otras titulaciones como Informática, Ingeniería Técnico-Comercial y Portugués/Inglés, en un edificio rehabilitado por el Ayuntamiento, en pleno centro de la ciudad.

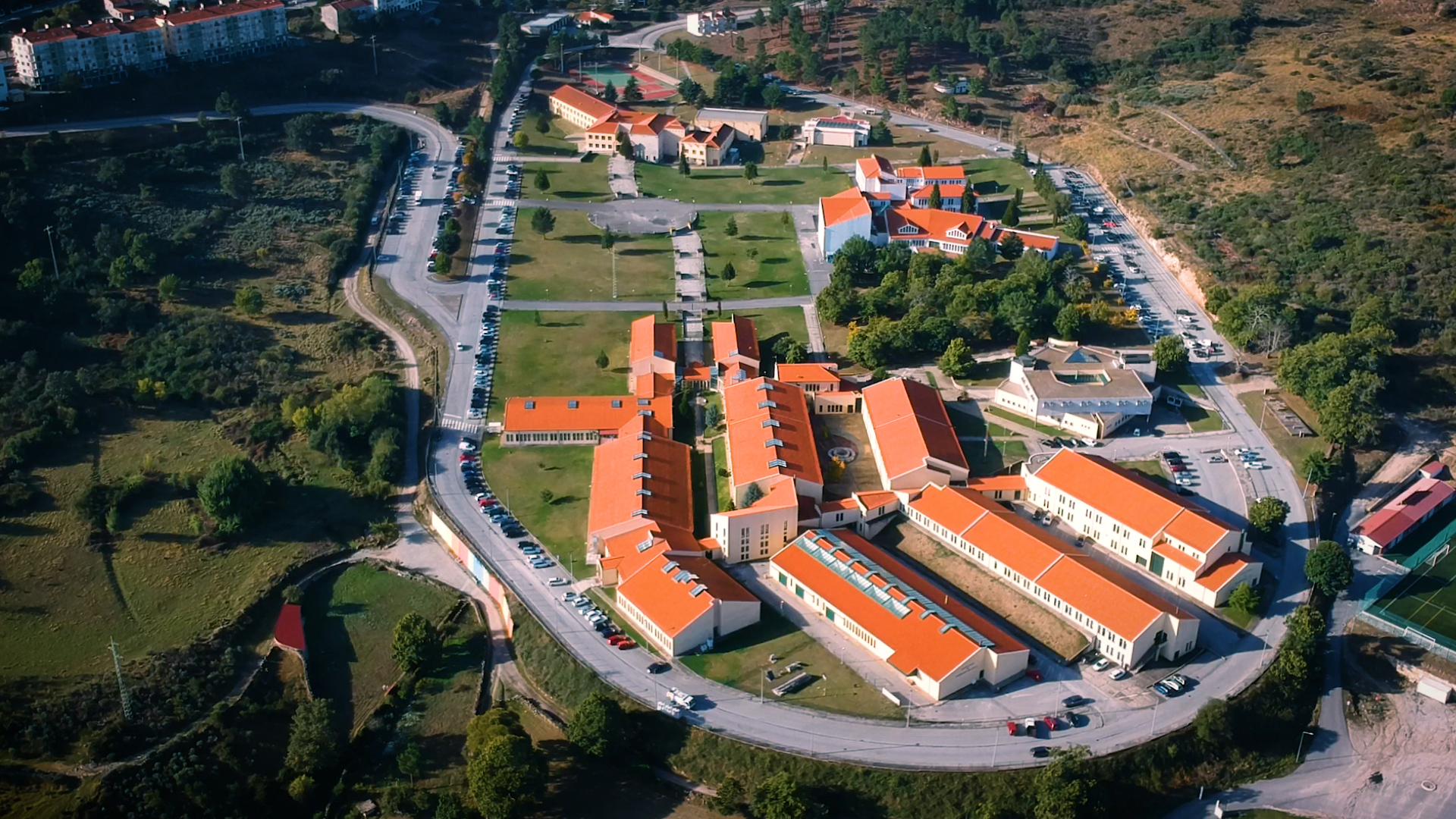
Campus Académico IPG.

A finales de 1991, se terminó el edificio de Servicios Centrales, ubicado entre ESEG y ESTG, que albergaba la dirección y administración del Instituto, la secretaría general, los servicios técnicos, la biblioteca central, el auditorio, la cafetería y el centro audiovisual. También contaba con una residencia estudiantil femenina situada fuera del campus.
En el último trimestre de 1993, se inauguró la piscina cubierta del campus. En octubre de 1994, se inauguró una nueva residencia de estudiantes masculinos y la sede de los Servicios Sociales del IPG.
El 25 de noviembre de 1994, los estatutos del Instituto Politécnico de Guarda, aprobados por la Orden Normativa 765/94, se publicaron en el Diario Oficial n.º 273, Serie B, del 25 de noviembre, dando así por concluido el mandato de la comisión de instalación. El IPG es una persona jurídica de derecho público, dotada de autonomía estatutaria, científica, pedagógica, administrativa, financiera, disciplinaria y patrimonial. La publicación de los Estatutos también fijó la fecha de la primera Asamblea General para la elección del primer Presidente. Los estatutos también definieron la nueva simbología del IPG.
El 24 de febrero de 1995 se celebraron las elecciones mencionadas, resultando elegido presidente el profesor Álvaro Bento Leal.
En febrero de 1995, la Asamblea Estatutaria aprobó los estatutos de la Escuela de Tecnología y Gestión. A principios de ese mismo año, se inauguró una segunda cafetería junto a las residencias estudiantiles en el centro de la ciudad.
A principios de 1996 se inauguró en el centro de la ciudad la segunda residencia de estudiantes femenina.
En enero de 1997 fue aprobado el cuerpo docente de la Escuela Superior de Educación de Guarda, mediante Ordenanza nº 14/97, de 4 de enero.
El 14 de julio de 1999, con la publicación del Decreto Ley nº 264/99, se creó la Escuela Superior de Turismo y Telecomunicaciones de Seia .
Siglo XXI
El 12 de julio de 2000 se inauguró la nueva Biblioteca General del IPG, ubicada en el campus Quinta do Zambito. En octubre de 2000 comenzó a funcionar la segunda residencia masculina, situada en el centro de la ciudad, junto al resto de residencias de estudiantes; y se iniciaron las actividades docentes en la Escuela Superior de Turismo y Telecomunicaciones con el funcionamiento de la licenciatura en Turismo, de dos ciclos. En marzo de 2001, la Escuela Superior de Enfermería de Guarda fue integrada en el Instituto Politécnico de Guarda mediante el Decreto-Ley nº 99/2001, publicado en el Diario Oficial nº 74, Serie I-A, de 28 de marzo de 2001, y tiene su sede en instalaciones propias junto al Hospital de distrito de Guarda. En 2005, la Escuela Superior de Enfermería de Guarda, heredera de la antigua Escuela de Enfermería de Guarda, fundada en julio de 1965 e integrada en la enseñanza superior politécnica en 1988, fue reconvertida en Escuela Superior de Salud de Guarda, mediante Ordenanza nº 235/2005, de 3 de marzo.
En 2007 se creó la Unidad de Investigación para el Desarrollo del Interior (UDI), unidad orgánica de formación integrada, investigación y desarrollo del IPG. También en 2007 se lanzó la revista Egitânia Sciencia. En 2008, mediante Orden Normativa n.º 48/2008, de 4 de septiembre, se aprobaron los Estatutos del Instituto Politécnico de Guarda, revisados en los términos del nuevo régimen jurídico de las instituciones de educación superior (Ley n.º 62/2007, de 10 de septiembre), basando la estructura orgánica en un nuevo sistema de órganos, integrado por el Consejo General; Presidente; Consejo de Dirección; Consejo Superior de Coordinación; Consejo de Evaluación y Calidad y Defensor del Estudiante. En 2008, los nuevos Estatutos del Instituto Politécnico de Guarda (Orden Normativa nº 48/2008 del Diario Oficial, 2ª serie – nº 171, de 4 de septiembre de 2008) determinaron el cambio de denominación de: Escuela Superior de Turismo y Telecomunicaciones a Escuela Superior de Turismo y Hostelería ; de Escuela Superior de Educación a Escuela Superior de Educación, Comunicación y Deporte .
El 25 de noviembre de 2010 comenzó a ejercer sus funciones el primer Defensor del Estudiante del IPG.

## Presidentes del IPG
- Avelino Hermenegildo Passos Morgado (1983-1985)
- Juan Bento Raimundo (1985-1994)
- Alberto Martín da Fonseca (1994-1995)
- Álvaro Bento Leal (1995-1998)
- José Augusto Alves (1998-2000)
- Jorge Manuel Monteiro Mendes (2001-2010)
- Constantino Mendes Rey (2010-2018)
- Joaquim Manuel Fernandes Brigas (2018 a la fecha)

## Oferta formativa
Los llamados CTeSP (Cursos Técnicos Superiores Profesionales ) son cursos de Educación Superior, de duración inferior a la de grado, y con un componente de formación general, técnica y científica que se despliega en un contexto de trabajo a través de la inclusión de una práctica profesional con duración de un semestre.
Los Cursos Técnicos Superiores Profesionales se corresponden al nivel 5 del Marco Nacional de Cualificaciones.
Programas de Grado.
El IPG ofrece una oferta educativa diversa e inclusiva. En un campus de intercambio y diversidad, equipado con las tecnologías más modernas y amplios recursos, las áreas de conocimiento más consolidadas se entrelazan con las que demanda un futuro en constante evolución. Siempre con especial atención y sensibilidad a las necesidades de los estudiantes y de la región, ayudamos a unir las ambiciones de algunos con el potencial de otros.
- Animación sociocultural
- Biotecnología medicinal
- Comunicación y Relaciones Públicas
- Comunicación multimedia
- Contabilidad
- Diseño de equipos
- Deporte
- Deportes, Fitness y Salud
- Educación básica
- Energía y Medio Ambiente
- Enfermería
- Ingeniería civil
- Ingeniería Informática
- Ingeniería Topográfica
- Farmacia
- Gestión
- Gestión de Recursos Humanos
- Gestión hotelera
- Marketing
- Mecánica Industrial y Computación
- Restaurantes y catering

- Turismo y Ocio

Másteres.
La Politécnica de Guarda ofrece a sus graduados una oferta diversa y estimulante de másteres, con especial énfasis en áreas de conocimiento en las que la universidad cuenta con una reconocida experiencia acumulada y capacidades científicas avanzadas. Al fin y al cabo, un grado es una licenciatura para ir más allá.
- Ciencias Aplicadas a la Salud
- Ciencia del deporte
- Computación móvil
- Construcción civil
- Educación Preescolar y 1er Ciclo de Educación Básica
- Enfermería comunitaria
- Enfermería de Salud Infantil y Pediatría
- Gestión
- Gestión y Sostenibilidad en el Turismo
- Marketing y Comunicación
- Sistemas Integrados de Gestión (Medio Ambiente, Calidad, Seguridad, Responsabilidad Social)

Cursos de Posgrado
La Politécnica de Guarda, en colaboración con entidades regionales relevantes, mantiene un programa de Postgrado y Formación Especializada dedicado a todos aquellos que, teniendo formación académica o profesional en áreas específicas, buscan ampliar y consolidar sus cualificaciones.
- Enoturismo
- Gestión de proyectos
- Logística para profesionales y ejecutivos

## Investigación
También desarrolla actividades en las áreas de investigación (tanto en escuelas como en la unidad de I+D), la transferencia y valorización del conocimiento científico y tecnológico, la prestación de servicios a la comunidad, el apoyo al desarrollo y la cooperación en áreas de extensión educativa, cultural y técnica.

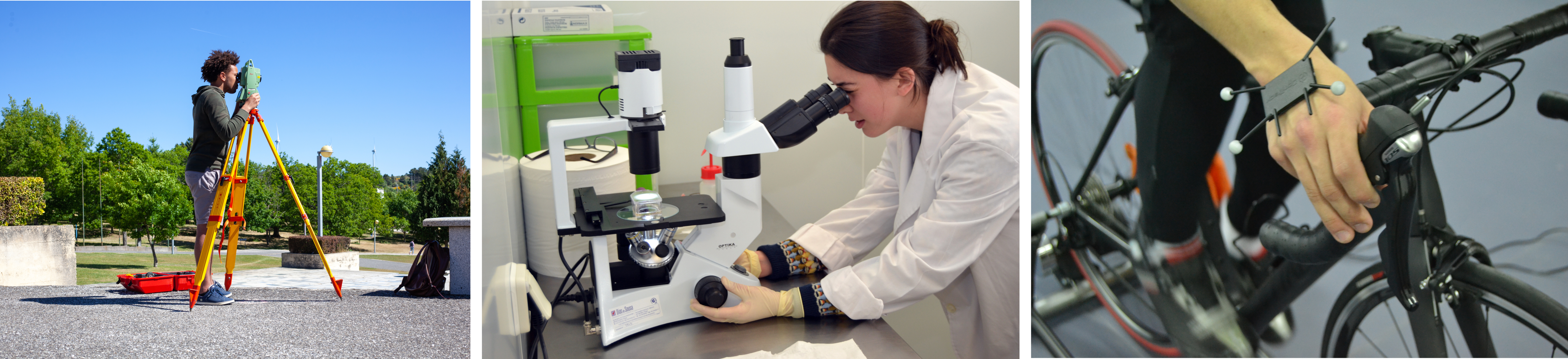
Investigación IPG.

- Unidad de Investigación para el Desarrollo del Interior
- Centro de Ingeniería Eléctrica y Energía
- Centro para el Potencial y la Innovación de los Recursos Naturales
- Laboratorio de Monitoreo e Investigación Ambiental
- Laboratorio de Evaluación del Rendimiento Deportivo, Ejercicio Físico y Salud
- Laboratorio de Geotecnia (I y II)
- Laboratorio de Química y Materiales
- Laboratorio de Prototipado y Fabricación Digital
- Laboratorio de Sistemas de Información
- Laboratorio de Robótica
- Laboratorio de Clima y Medio Ambiente
- Centro Interactivo de Lenguas y Culturas
- Bibliotecas
- Oficina de Formación, Cultura y Deportes
- Oficina de Información y Comunicación
- Centro de Formación Continua del Profesorado
- IPGym
- Servicios de restauración y catering

## Acción social
Los Servicios de Acción Social cuentan con cinco residencias, cada una con capacidad para 438 plazas, en las ciudades de Guarda y Seia. La política rectora de este sector prioriza a los estudiantes becados más desfavorecidos. Todas las residencias disponen de habitaciones individuales, dobles y triples con baño privado, excepto la Residencia Masculina II, que solo dispone de habitaciones individuales y dobles. Todas las plantas de cada residencia disponen de cocina totalmente equipada y sala de estudio.
Las residencias también ofrecen múltiples servicios.

## Movilidad y Cooperación
La Oficina de Movilidad y Cooperación tiene por finalidad el establecer lazos de cooperación académica, científica y cultural con instituciones extranjeras similares.
En este sentido, ha invertido cada vez más no sólo en participar en diversos programas comunitarios de apoyo a la educación superior, en particular los Programas Erasmus, Comenius (Auxiliar de Conversaciones) y Lingua (implementación de proyectos interinstitucionales), sino también en acuerdos de cooperación académica, científica y cultural con otros países, en particular con Brasil, y en la coordinación de la implementación del programa de movilidad interna entre los institutos politécnicos Vasco da Gama.

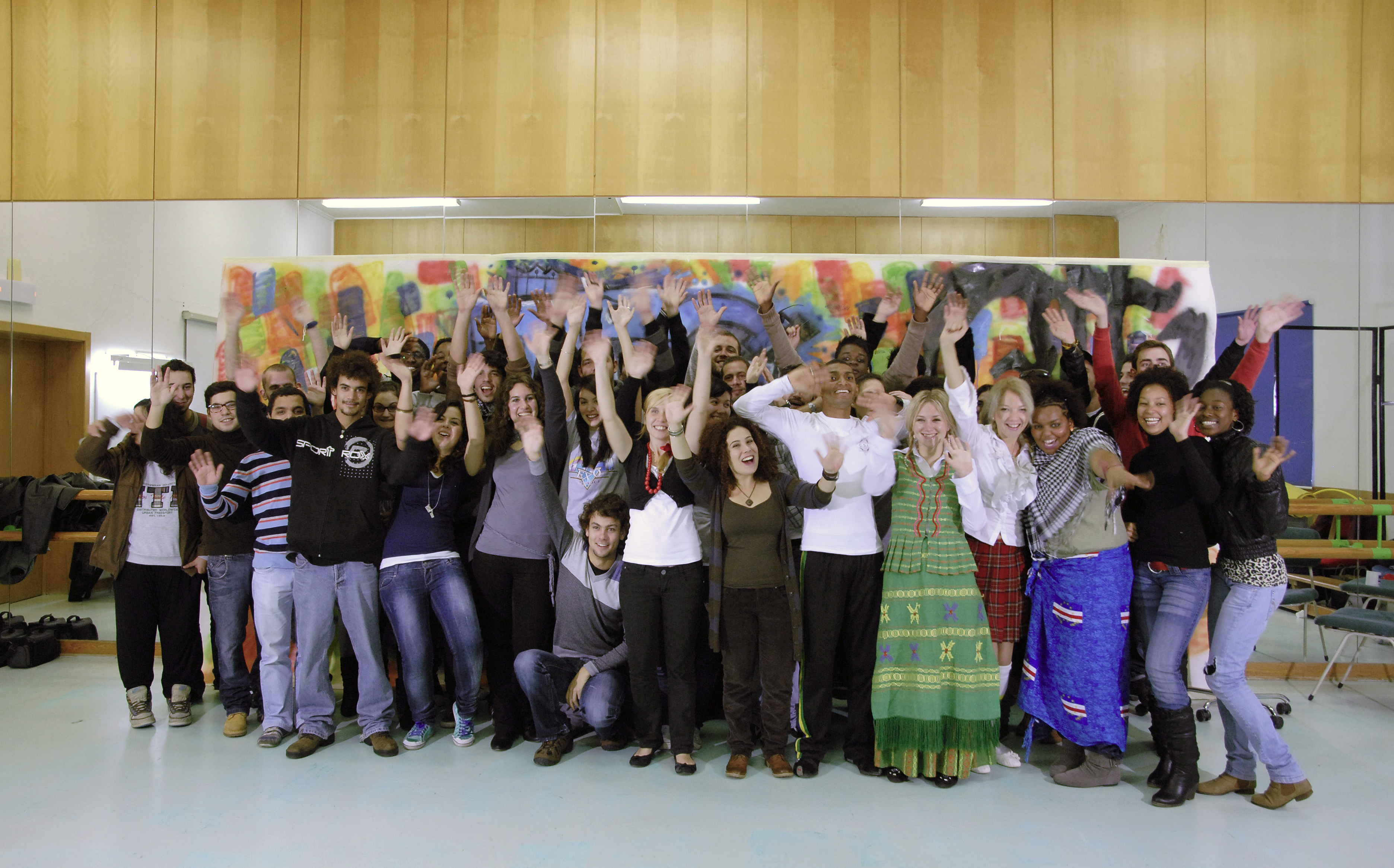

## Agencia de calidad
La Agencia A3ES - Agencia Portuguesa de Evaluación y Acreditación de la Enseñanza Superior certificó el Sistema de Garantía Interna de Calidad (SIGQ) del Instituto Politécnico de Guarda en 2014. El IPG se convirtió así en una de las primeras Instituciones de Educación Superior Politécnica con un SIGQ certificado y en ver reconocido el trabajo desarrollado en los últimos años en el área de calidad y armonización institucional de procedimientos.

## Deportes y cultura
La Politécnica de Guarda es una institución con amplia participación en las actividades de la Federación Académica del Deporte Universitario, con un nivel de notoriedad alcanzado a través de los resultados obtenidos, fruto de su organización y trabajo colectivo.
Modalidades practicadas
Fútbol sala masculino; Fútbol sala femenino; Fútbol 11; Baloncesto; Balonmano masculino; Balonmano femenino.